# Giuseppe Buceti

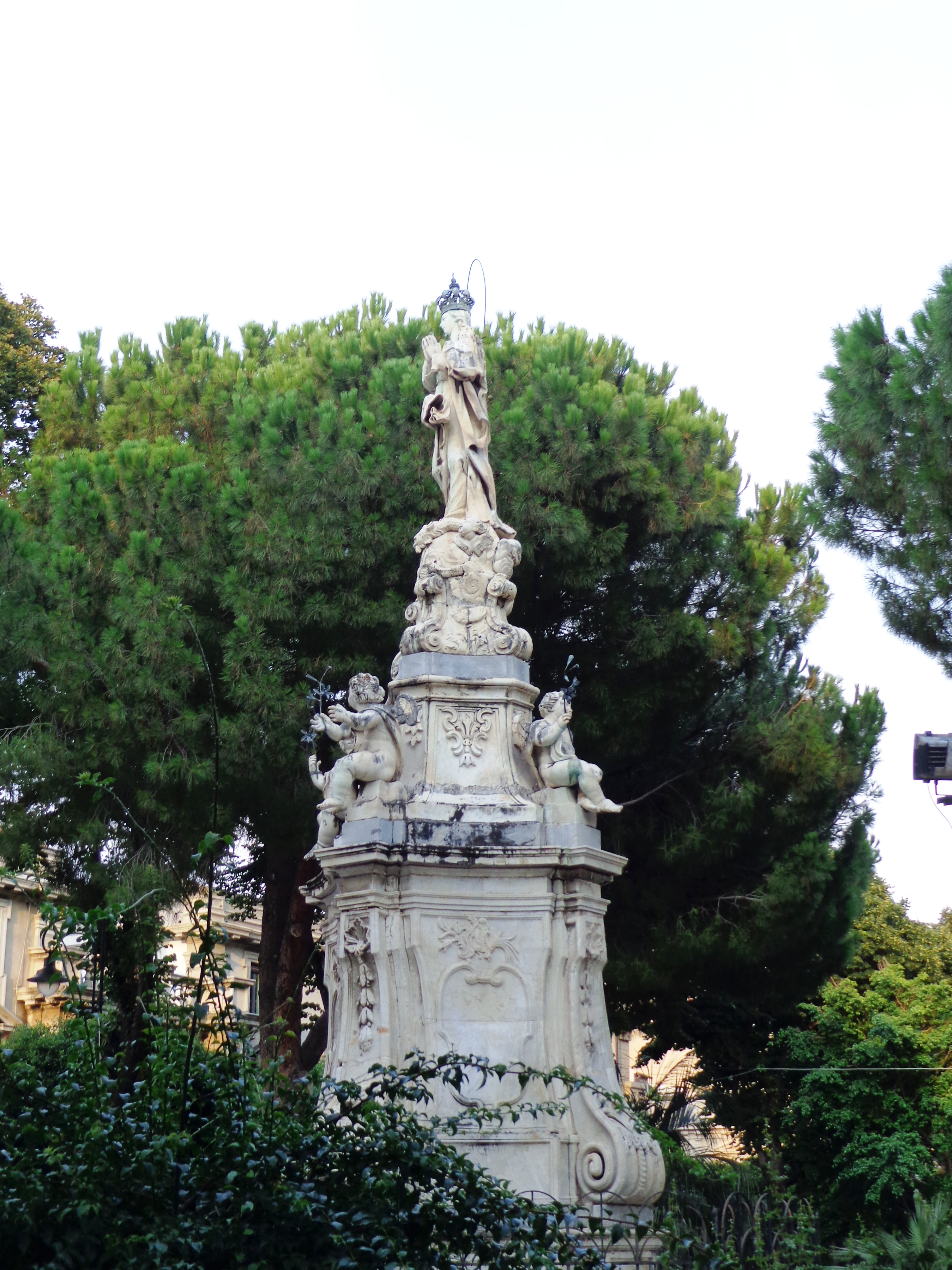
Guglia dell'Immacolata vista dal Campanile

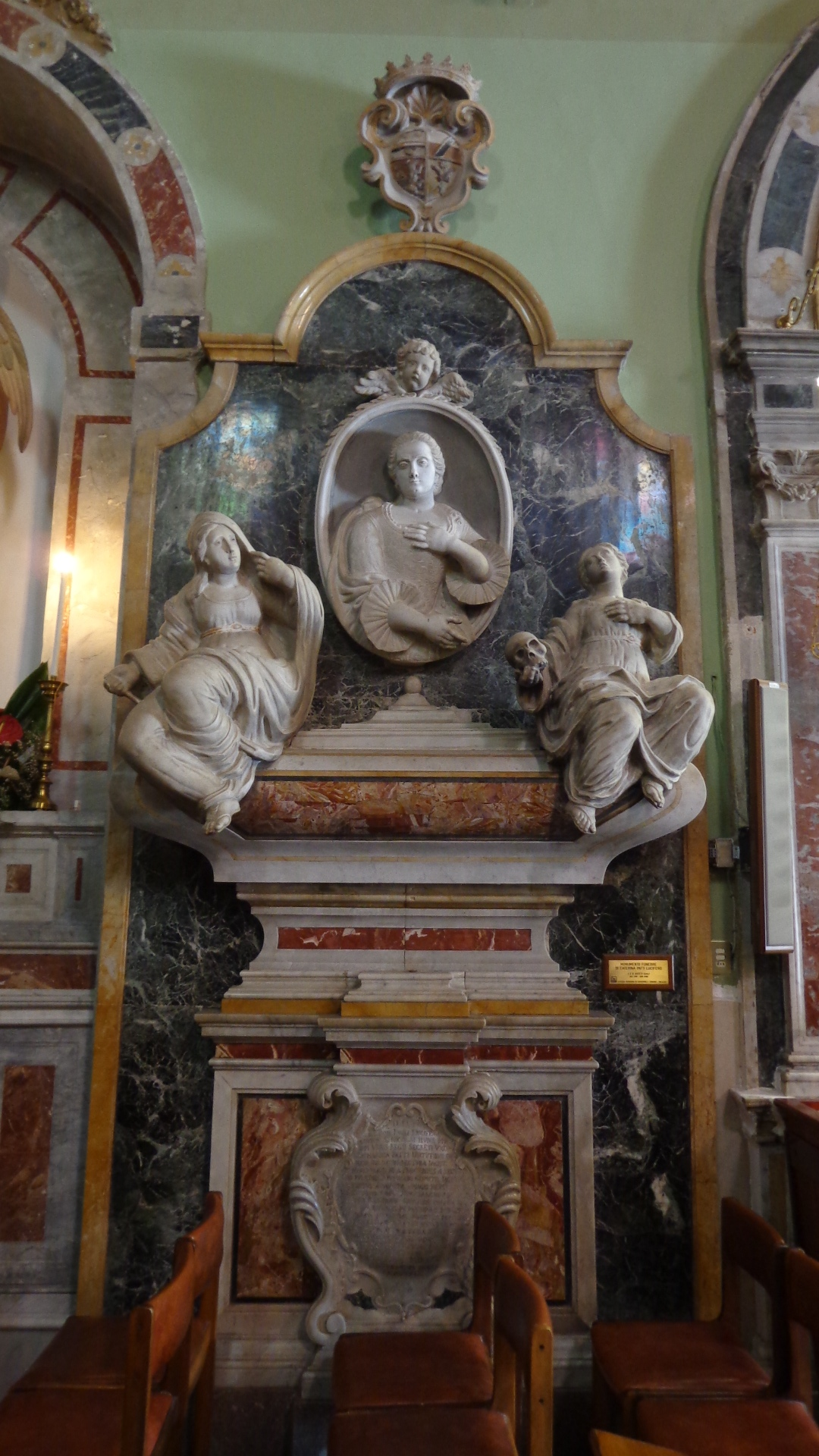
Monumento funebre del marchese Antonio D'Amico di Santa Dorotea

Giuseppe Buceti (Messina, XVIII secolo – XVIII secolo) è stato uno scultore italiano.

## Biografia
Rappresentante del barocco siciliano, fu particolarmente attivo a Messina alla metà del XVIII secolo. Figlio di Ignazio Buceti, la sua opera più famosa è una la colonna oggi posta nella Piazza dell'Immacolata di Marmo. Molte sue opere sono andate distrutte durante il grande terremoto di Messina del 1908.
Una ricerca attraverso la Giuliana della chiesa di S. Maria della S. Lettera di Torre Faro (Capo Peloro) avvalora l’ipotesi sulle origini dello scultore messinese. In una delle pagine della Giuliana, si fa accenno ad un atto del 27 febbraio 1748 in cui Giuseppe Buceti risultava essere il Tesoriere della chiesa di S. Maria de la Sagra Lettera di Torre del Faro. Inoltre Saveria Buceti, figlia di Giuseppe e Beatrice Laganà, nata, nella legittimità del matrimonio, a Torre del Faro il 28 febbraio 1753 e battezzata il 1 marzo nella parrocchiale chiesa di San Giuliano nella città di Messina, conferma che Giuseppe Buceti era faroto e probabilmente lo fu anche il padre Ignazio, attivo fino al 1741 (fontana dell’abbondanza – Monte di Pietà) e morto presumibilmente durante la peste del 1743.

## Opere
- 1757, Carlo III, primitiva statua in bronzo ricavato dalla fusione della statua dell'imperatore Carlo VI d'Austria, danneggiata dal terremoto della Calabria meridionale del 1783, documentata vicino alla Fontana del Nettuno di Messina.[2][3]
- 1758, Immacolata Concezione, statua marmorea, opera attualmente ubicata in piazza Immacolata di Marmo adiacente alla cattedrale di Messina.[4]
- 1762, Fontana del Mela, monumentale manufatto marmoreo raffigurante il torrente Mela, opera ubicata in Piazza Caio Duilio di Milazzo.
- 1774, Sepolcro, manufatto marmoreo, monumento funebre del marchese Antonio D'Amico di Santa Dorotea, opera presente nella chiesa di San Papino Martire di Milazzo.
- 1772c., Busto, manufatto marmoreo raffigurante il viceré di Sicilia Eustachio di Laviefuille commissionato dall'arcivescovo Tommaso Moncada di Messina.[5]

## Galleria d'immagini

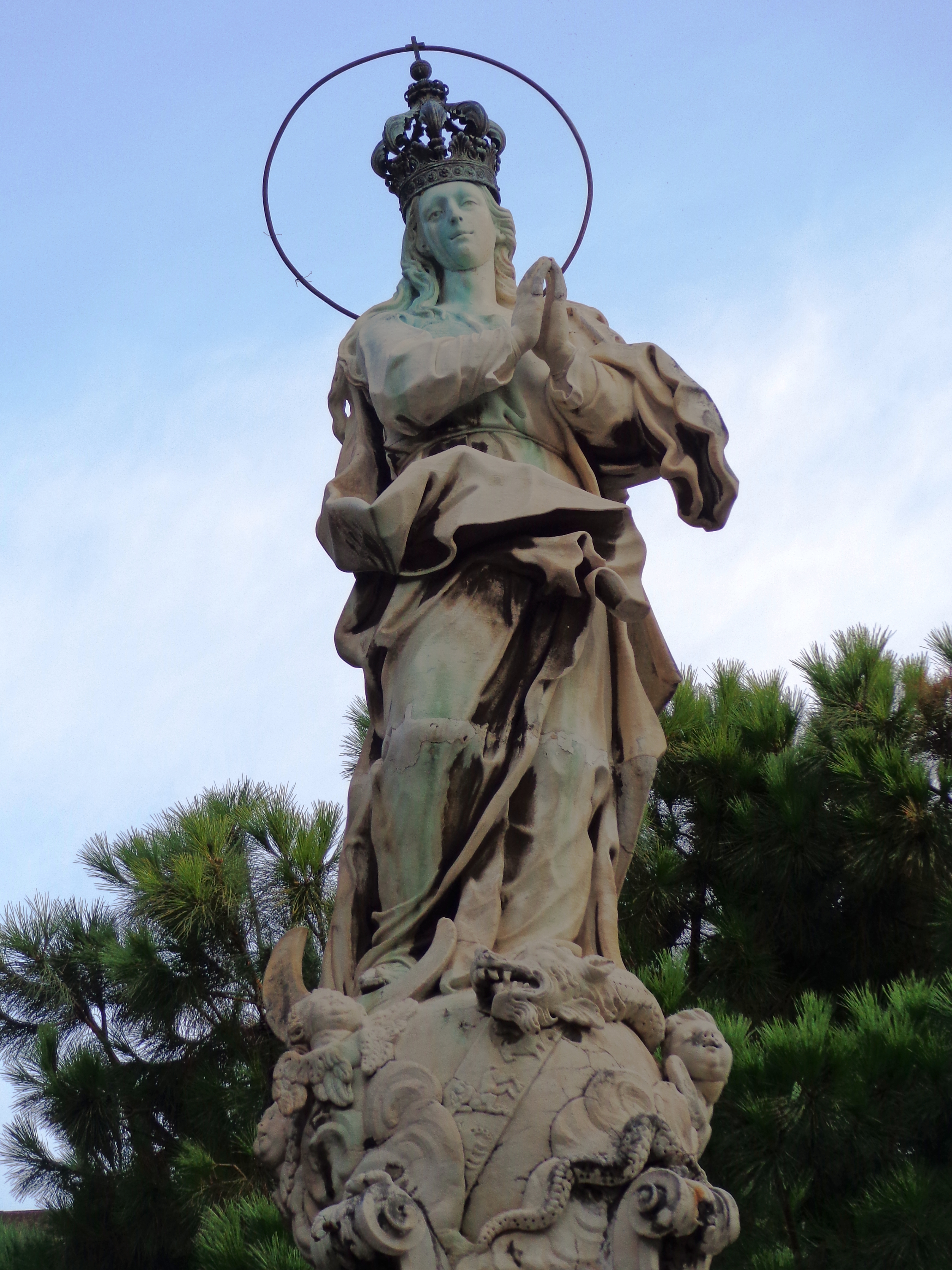
Guglia dell'Immacolata, dettaglio della Statua
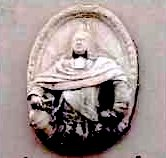
Eustachio di Laviefuille, vicerè di Sicilia dal 1747 al 1754
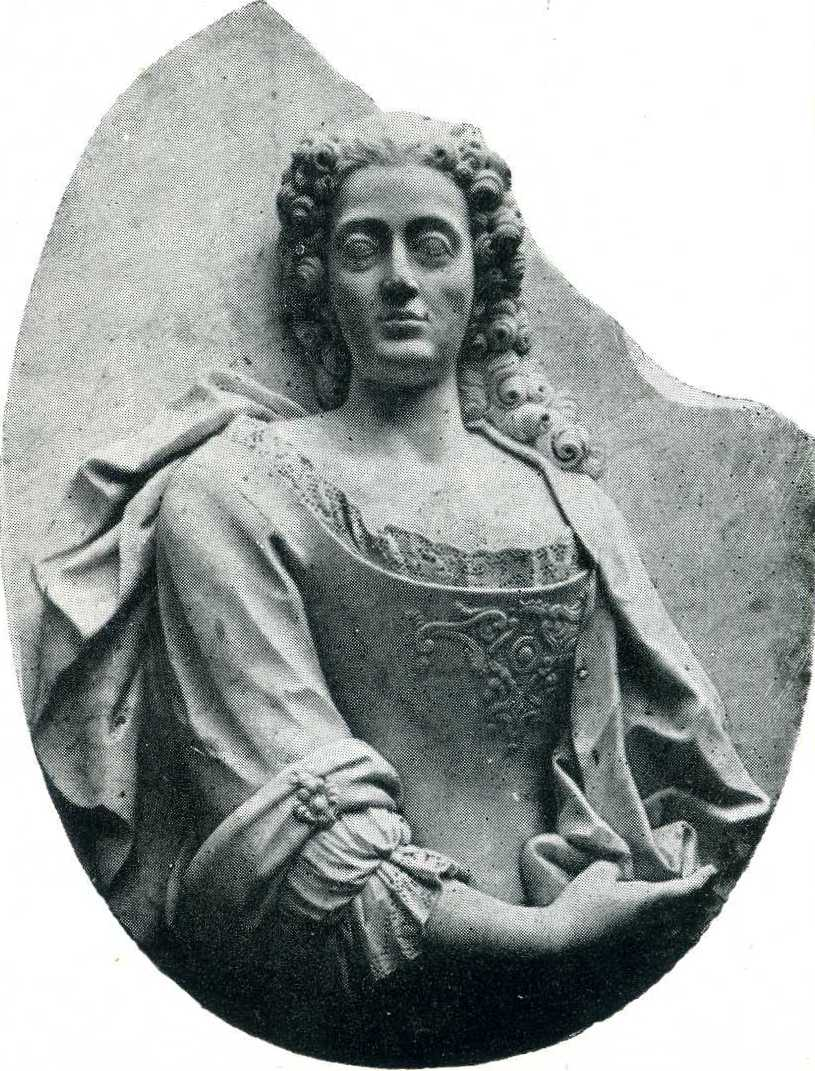
Antonina Cardia